# Kistatiam
Kistatiam (en rus: Кыстатыам) és un poble de la república de Sakhà, a Rússia, que el 2018 tenia 405 habitants, pertany al districte de Jigansk.